# Biserica „Sfântul Arhanghel Mihail” din Suhuluceni
Biserica „Sf. Arhanghel Mihail” este o biserică amplasată în Suhuluceni, raionul Telenești, Republica Moldova. Este un monument arhitectural de importanță națională inclus în Registrul monumentelor Republicii Moldova ocrotite de stat cu nr. 1553 (raionul Telenești). Datează din 1922.